# Pine Island Center
Pine Island Center ist ein census-designated place (CDP) im Lee County im US-Bundesstaat Florida. Das U.S. Census Bureau hat bei der Volkszählung 2020 eine Einwohnerzahl von 1.942 ermittelt.

## Geographie
Pine Island Center befindet sich im Norden der Insel Pine Island. Die Insel ist über eine Brücke mit Cape Coral verbunden. Der CDP befindet sich rund 27 km westlich von Fort Myers sowie etwa 210 km von Tampa und 260 km von Miami entfernt.

## Demographische Daten
Laut der Volkszählung 2010 verteilten sich die damaligen 1854 Einwohner auf 1137 Haushalte. Die Bevölkerungsdichte lag bei 167 Einw./km². 95,7 % der Bevölkerung bezeichneten sich als Weiße, 0,3 % als Afroamerikaner, 0,8 % als Indianer und 0,9 % als Asian Americans. 1,1 % gaben die Angehörigkeit zu einer anderen Ethnie und 1,4 % zu mehreren Ethnien an. 5,5 % der Bevölkerung bestand aus Hispanics oder Latinos.
Im Jahr 2010 lebten in 18,6 % aller Haushalte Kinder unter 18 Jahren sowie 40,1 % aller Haushalte Personen mit mindestens 65 Jahren. 61,0 % der Haushalte waren Familienhaushalte (bestehend aus verheirateten Paaren mit oder ohne Nachkommen bzw. einem Elternteil mit Nachkomme). Die durchschnittliche Größe eines Haushalts lag bei 2,16 Personen und die durchschnittliche Familiengröße bei 2,63 Personen.
17,8 % der Bevölkerung waren jünger als 20 Jahre, 10,7 % waren 20 bis 39 Jahre alt, 29,9 % waren 40 bis 59 Jahre alt und 37,5 % waren mindestens 60 Jahre alt. Das mittlere Alter betrug 54 Jahre. 50,3 % der Bevölkerung waren männlich und 49,7 % weiblich.
Das durchschnittliche Jahreseinkommen lag bei 35.817 $, dabei lebten 14,5 % der Bevölkerung unter der Armutsgrenze.
Im Jahr 2000 war Englisch die Muttersprache von 96,92 % der Bevölkerung und Spanisch sprachen 3,08 %.